# Kerala Blasters Football Club 2021-2022
Questa voce raccoglie le informazioni riguardanti il Kerala Blasters nelle competizioni ufficiali della stagione 2021-2022.

## Maglie e sponsor
| Casa | Trasferta | Terza |

## Organigramma societario

### Staff tecnico
- Ivan Vukomanović - Allenatore
- Patrick Van Kets - Vice allenatore
- Ishfaq Ahmed - Vice allenatore / Player scout
- Yusuf Ansari - Allenatore portieri

## Rosa
| N. |                                 | Ruolo | Calciatore              |
| -- | ------------------------------- | ----- | ----------------------- |
| 1  | India (bandiera)                | P     | Karanjit Singh          |
| 2  | Bosnia ed Erzegovina (bandiera) | D     | Enes Sipović            |
| 3  | India (bandiera)                | D     | Sandeep Singh           |
| 4  | India (bandiera)                | D     | Hormipam R              |
| 5  | India (bandiera)                | D     | Nishu Kumar             |
| 7  | India (bandiera)                | C     | Lalthathanga Khawlhring |
| 8  | India (bandiera)                | C     | Ayush Adhikari          |
| 10 | India (bandiera)                | C     | Harmanjot Khabra        |
| 11 | India (bandiera)                | C     | Givson Singh            |
| 13 | India (bandiera)                | P     | Prabhsukhan Singh Gill  |
| 14 | India (bandiera)                | D     | Jessel Carneiro         |
| 15 | India (bandiera)                | D     | Sanjeev Stalin          |
| 17 | India (bandiera)                | C     | Rahul Kannoly Praveen   |

| N. |                    | Ruolo | Calciatore               |
| -- | ------------------ | ----- | ------------------------ |
| 18 | India (bandiera)   | D     | Sahal Abdul Samad        |
| 19 | India (bandiera)   | D     | Denechandra Meitei       |
| 20 | Uruguay (bandiera) | C     | Adrián Luna              |
| 24 | India (bandiera)   | C     | Prasanth Karuthadathkuni |
| 25 | India (bandiera)   | C     | Jeakson Singh            |
| 31 | India (bandiera)   | P     | Sachin Suresh            |
| 32 | India (bandiera)   | P     | Albino Gomes             |
| 34 | India (bandiera)   | D     | Bijoy V                  |
| 37 | India (bandiera)   | A     | Anil Gaonkar             |
| 47 | India (bandiera)   | A     | Vincy Barretto           |
| 55 | Croazia (bandiera) | D     | Marko Lešković           |
| 77 | Bhutan (bandiera)  | A     | Chencho Gyeltshen        |
| 78 | India (bandiera)   | P     | Muheet Shabir            |

## Calciomercato
| Acquisti | Acquisti                 | Acquisti          | Acquisti      |
| R.       | Nome                     | da                | Modalità      |
| -------- | ------------------------ | ----------------- | ------------- |
| P        | Albino Gomes             |                   |               |
| P        | Prabhsukhan Singh Gill   |                   |               |
| P        | Muheet Shabir            |                   |               |
| P        | Sachin Suresh            | Kerala Blasters B | Definitivo    |
| D        | Sanjeev Stalin           | Sertanense        | Definitivo    |
| D        | Hormipam R               | Punjab FC         | Definitivo    |
| D        | Denechandra Meitei       |                   |               |
| D        | Sandeep Singh            |                   |               |
| D        | Enes Sipović             | Chennaiyin        | Definitivo    |
| D        | Abdul Hakku              |                   |               |
| D        | Jessel Carneiro          |                   |               |
| D        | Marko Lešković           | Dinamo Zagabria   | Definitivo    |
| D        | Sahal Abdul Samad        |                   |               |
| D        | Nishu Kumar              |                   |               |
| D        | Bijoy V                  | Kerala Blasters B | Definitivo    |
| C        | Nongdamba Naorem         | ATK Mohun Bagan   | Fine prestito |
| C        | Harmanjot Khabra         |                   | Svincolato    |
| C        | Adrián Luna              | Melbourne City    | Definitivo    |
| C        | Jeakson Singh            |                   |               |
| C        | Seityasen Singh          |                   |               |
| C        | Givson Singh             |                   |               |
| C        | Ayush Adhikari           |                   |               |
| C        | Rahul Kannoly Praveen    |                   |               |
| C        | Prasanth Karuthadathkuni |                   |               |
| C        | Lalthathanga Khawlhring  |                   |               |
| A        | Shaiborlang Kharpan      | Sudeva Delhi      | Fine prestito |
| A        | Vincy Barretto           | Gokulam Kerala    | Definitivo    |
| A        | Jorge Pereyra Díaz       | Platense          | Definitivo    |
| A        | Álvaro Vázquez           | Sporting Gijón    | Definitivo    |
| A        | Chencho Gyeltshen        | Punjab FC         | Definitivo    |
| A        | Sreekuttan VS            | Kerala Blasters B | Definitivo    |
| A        | Anil Gaonkar             | Vasco             | Definitivo    |

| Cessioni | Cessioni            | Cessioni             | Cessioni   |
| R.       | Nome                | a                    | Modalità   |
| -------- | ------------------- | -------------------- | ---------- |
| P        | Bilal Khan          |                      | Svincolato |
| D        | Lalruatthara        | Odisha               | Definitivo |
| D        | Costa Nhamoinesu    |                      | Svincolato |
| D        | Bakary Koné         |                      | Svincolato |
| C        | Ritwik Kumar Das    |                      | Svincolato |
| C        | Rohit Kumar         |                      | Svincolato |
| C        | Facundo Pereyra     |                      | Svincolato |
| C        | Vicente Gómez       |                      | Svincolato |
| C        | Nongdamba Naorem    | FC Goa               | Definitivo |
| C        | Sergio Cidoncha     | Gimnástica Segoviana | Definitivo |
| A        | Bartholomew Ogbeche | Hyderabad            | Definitivo |
| A        | Shaiborlang Kharpan |                      | Svincolato |
| A        | Jordan Murray       | Jamshedpur           | Definitivo |
| A        | Gary Hooper         | Wellington Phoenix   | Definitivo |
| A        | Subha Ghosh         | East Bengal          | Prestito   |
| A        | Naorem Mahesh Singh | East Bengal          | Prestito   |

### Mercato invernale
| Acquisti | Acquisti       | Acquisti | Acquisti   |
| R.       | Nome           | da       | Modalità   |
| -------- | -------------- | -------- | ---------- |
| P        | Karanjit Singh |          | Svincolato |

| Cessioni | Cessioni        | Cessioni       | Cessioni |
| R.       | Nome            | a              | Modalità |
| -------- | --------------- | -------------- | -------- |
| D        | Abdul Hakku     | Gokulam Kerala | Prestito |
| C        | Seityasen Singh | Hyderabad      | Prestito |
| A        | Sreekuttan VS   | Gokulam Kerala | Prestito |

## Risultati

### Indian Super League
| Arbitro: | Kundu H. |

|                                                               |           |                         |
| Hugo Boumous 3’, 39’ Roy Krishna 27’ (Rig.) Liston Colaco 50’ | Marcatori | 24’ S.A. Samad 69’ Díaz |

| Margao 25 novembre 2021, ore 15:00 UTC+5:30 2ª giornata | NorthEast Utd  | 0 – 0 referto | Kerala Blasters | Fatorda Stadium (0 spett.)\| Arbitro: \| Purkayastha A. \| |
| Arbitro:                                                | Purkayastha A. |               |                 |                                                            |

| Arbitro: | Banerji P. |

|                       |           |                              |
| Ashique Kuruniyan 84’ | Marcatori | 88’ (A.g.) Ashique Kuruniyan |

| Arbitro: | Ramachandra V. |

|                                                 |           |                  |
| Álvaro Vázquez 62’ Prasanth Karuthadathkuni 85’ | Marcatori | 90+6’ Nikhil Raj |

| Arbitro: | Venkatesh R. |

|                     |           |                    |
| Tomislav Mrčela 37’ | Marcatori | 45’ Álvaro Vázquez |

| Arbitro: | Banerji P. |

|  |           |                                                                        |
|  | Marcatori | 27’ Sahal Abdul Samad 47’ Álvaro Vázquez 51’ (Rig.) Jorge Pereyra Díaz |

| Arbitro: | Crystal J. |

|  |           |                                                              |
|  | Marcatori | 10’ Jorge Pereyra Díaz 38’ Sahal Abdul Samad 79’ Adrián Luna |

| Arbitro: | Mondal P. |

|                       |           |                  |
| Sahal Abdul Samad 27’ | Marcatori | 14’ Greg Stewart |

| Arbitro: | Srikrishna C. |

|                                   |           |                               |
| Jeakson Singh 10’ Adrián Luna 20’ | Marcatori | 24’ Jorge Ortiz 38’ Edu Bedia |

| Arbitro: | Banerji P. |

|                    |           |  |
| Álvaro Vázquez 42’ | Marcatori |  |

| Arbitro: | Nathan S. |

|  |           |                                      |
|  | Marcatori | 28’ Nishu Kumar 40’ Harmanjot Khabra |

| Arbitro: | Kumar Gupta R. |

|                                                   |           |                           |
| Sahal Abdul Samad 19’ Álvaro Vázquez 45+2’ (Rig.) | Marcatori | 71’ (Rig.) Diego Maurício |

| Arbitro: | Kumar Gupta R. |

|                     |           |                                         |
| Adrián Luna 7’, 64’ | Marcatori | 8’ David Joel Williams 90+8’ Joni Kauko |

| Arbitro: | Kundu H. |

|  |           |                         |
|  | Marcatori | 56’ Naorem Roshan Singh |

| Arbitro: | Mondal P. |

|                                           |           |                       |
| Jorge Pereyra Díaz 62’ Álvaro Vázquez 82’ | Marcatori | 90+6’ Mohammed Irshad |

| Arbitro: | Kanojia A. |

|                                                     |           |  |
| Greg Stewart 45’ (Rig.) 48’ (Rig.) Daniel Chima 54’ | Marcatori |  |

| Arbitro: | Mondal P. |

|                                             |           |  |
| Jorge Pereyra Díaz 51’, 55’ Adrián Luna 90’ | Marcatori |  |

| Arbitro: | Kundu H. |

|                                            |           |                      |
| Bartholomew Ogbeche 28’ Javier Siverio 87’ | Marcatori | 90+5’ Vincy Barretto |

| Arbitro: | Purkayastha A. |

|                  |           |  |
| Enes Sipović 49’ | Marcatori |  |

| Arbitro: | Purkayastha A. |

|                                                    |           |                                                                          |
| Airam Cabrera 49’, 63’ (Rig.) Aibanbha Dohling 79’ | Marcatori | 10’, 25’ (Rig.) Jorge Pereyra Díaz 88’ Vincy Barretto 90’ Álvaro Vázquez |

### Semifinali
| Arbitro: | Nagvenkar T. |

|  |           |                       |
|  | Marcatori | 38’ Sahal Abdul Samad |

| Arbitro: | Kundu H. |

|                 |           |                   |
| Adrián Luna 18’ | Marcatori | 50’ Pronay Halder |

### Finale
| Arbitro: | Crystal J. |

|                                               |                      |                                  |
| Sahil Tavora 88’                              | Marcatori            | 69’ Rahul Kannoly Praveen        |
| João Victor Siverio Camara Holicharan Narzary | Tiri di rigore 3 – 1 | Lešković Kumar Adhikari J. Singh |

| Hyderabad | Kerala Blasters |

|                 |    |                     |  |     |     |
|                 |    |                     |  |     |     |
| GK              | 25 | Laxmikant Kattimani |  |     |     |
| RB              | 44 | Ashish Rai          |  |     |     |
| CB              | 4  | Chinglensana Singh  |  |     |     |
| CB              | 5  | Juanan              |  | 86’ |     |
| LB              | 31 | Akash Mishra        |  |     |     |
| MF              | 23 | Souvik Chakrabarti  |  | 71’ |     |
| MF              | 8  | João Victor (c)     |  |     |     |
| RM              | 10 | Mohammad Yasir      |  | 86’ |     |
| AM              | 7  | Joel Chianese       |  | 39’ |     |
| LM              | 9  | Aniket Jadhav       |  | 71’ |     |
| CF              | 20 | Bartholomew Ogbeche |  |     |     |
| A disposizione: |    |                     |  |     |     |
| CB              | 6  | Khassa Camara       |  | 86’ |     |
| CF              | 12 | Aaren D'Silva       |  | 86’ |     |
| CF              | 19 | Holicharan Narzary  |  | 71’ |     |
| MF              | 18 | Hitesh Sharma       |  |     |     |
| GK              | 1  | Gurmeet Singh       |  |     |     |
| CF              | 99 | Javier Siverio      |  | 39’ |     |
| CB              | 29 | Nim Dorjee Tamang   |  |     |     |
| MF              | 14 | Sahil Tavora        |  | 71’ | 88’ |
| MF              | 88 | Mark Zothanpuia     |  |     |     |
| Allenatore      |    |                     |  |     |     |
| Manuel Márquez  |    |                     |  |     |     |

|                  |    |                          |      |      |     |
|                  |    |                          |      |      |     |
| GK               | 13 | Prabhsukhan Singh Gill   |      |      |     |
| RB               | 10 | Harmanjot Khabra         |      |      |     |
| CB               | 4  | Hormipam R               |      |      |     |
| CB               | 55 | Marko Lešković           |      |      |     |
| LB               | 3  | Sandeep Singh            | 5’   |      |     |
| MF               | 20 | Adrián Luna (c)          |      |      |     |
| RM               | 17 | Rahul Kannoly Praveen    |      | 82’  | 69’ |
| MF               | 25 | Jeakson Singh            |      |      |     |
| MF               | 7  | Lalthathanga Khawlhring  |      | 98’  |     |
| LM               | 20 | Adrián Luna (c)          |      |      |     |
| CF               | 99 | Álvaro Vázquez           |      | 111’ |     |
| CF               | 30 | Jorge Pereyra Díaz       | 81’  | 91’  |     |
| A disposizione:  |    |                          |      |      |     |
| MF               | 8  | Ayush Adhikari           | 113’ | 98’  |     |
| CF               | 47 | Vincy Barretto           |      | 111’ |     |
| CF               | 77 | Chencho Gyeltshen        |      | 91’  |     |
| MF               | 24 | Prasanth Karuthadathkuni |      |      |     |
| CB               | 5  | Nishu Kumar              |      | 82’  |     |
| GK               | 1  | Karanjit Singh           |      |      |     |
| CB               | 2  | Enes Sipović             |      |      |     |
| CB               | 15 | Sanjeev Stalin           |      |      |     |
| CB               | 34 | Bijoy V                  |      |      |     |
| Allenatore       |    |                          |      |      |     |
| Ivan Vukomanović |    |                          |      |      |     |

#### Andamento in campionato
| Giornata  | 1 | 2 | 3 | 4 | 5 | 6 | 7 | 8 | 9 | 10 | 11 | 12 | 13 | 14 | 15 | 16 | 17 | 18 | 19 | 20 | 21 | 22 |
| --------- | - | - | - | - | - | - | - | - | - | -- | -- | -- | -- | -- | -- | -- | -- | -- | -- | -- | -- | -- |
| Luogo     | T | T | T | C | X | T | T | T | C | C  | C  | T  | C  | C  | X  | C  | C  | T  | C  | T  | C  | T  |
| Risultato | P | N | N | V | X | N | V | V | N | N  | V  | V  | V  | N  | X  | P  | V  | P  | P  | P  | V  | N  |
| Posizione | 9 | 9 | 8 | 6 | 7 | 7 | 5 | 4 | 5 | 4  | 1  | 1  | 1  | 2  | 2  | 3  | 2  | 3  | 2  | 4  | 4  | 4  |

Legenda:

Luogo: C = Casa; T = Trasferta. Risultato: V = Vittoria; N = Pareggio; P = Sconfitta.

### Durand Cup

#### 1º turno
| Calcutta 15 settembre 2021, ore 15:00 UTC+5:30 1ª giornata | Bengaluru | 2 – 0 | Kerala Blasters | Salt lake Stadium |
| \| \| \| \| \| Bhutia 45’ Augustine 65’ \| Marcatori \| \| |           |       |                 |                   |
|                                                            |           |       |                 |                   |
| Bhutia 45’ Augustine 65’                                   | Marcatori |       |                 |                   |

| Calcutta 11 settembre 2021, ore 15:00 UTC+5:30 2ª giornata | Kerala Blasters | 1 – 0 referto | Indian Navy | Salt lake Stadium |
| \| \| \| \| \| Luna 72’ (Rig.) \| Marcatori \| \|          |                 |               |             |                   |
|                                                            |                 |               |             |                   |
| Luna 72’ (Rig.)                                            | Marcatori       |               |             |                   |

| Calcutta 21 settembre 2021, ore 15:00 UTC+5:30 3ª giornata | Delhi     | 1 – 0 | Kerala Blasters | Mohun Bagan Ground |
| \| \| \| \| \| Plaza 53’ \| Marcatori \| \|                |           |       |                 |                    |
|                                                            |           |       |                 |                    |
| Plaza 53’                                                  | Marcatori |       |                 |                    |

#### Andamento
| Giornata  | 1 | 2 | 3 |  |
| --------- | - | - | - |  |
| Luogo     | T | C | T |  |
| Risultato | P | V | P |  |
| Posizione | 4 | 3 | 4 |  |

Legenda:

Luogo: C = Casa; T = Trasferta. Risultato: V = Vittoria; N = Pareggio; P = Sconfitta.